# Gosposia (film)
Gosposia (fr. Une femme de ménage) – francuski dramat obyczajowy z 2002 roku w reżyserii Claude'a Berri.

## Obsada
- Jean-Pierre Bacri – Jacques
- Émilie Dequenne – Laura
- Brigitte Catillon – Claire
- Jacques Frantz – Ralph
- Catherine Breillat – Constance

## Fabuła
Jacques został porzucony przez żonę, w wyniku czego jego życie straciło sens. Czas zabija pracując, od czasu do czasu spotykając się też z przyjaciółką, Laurą. Jego mieszkanie jest zaniedbane i postanawia nająć przypadkiem poznaną, młodą dziewczynę imieniem Laura na gosposię. Ta zauroczyła się jednak w swoim pracodawcy, będącym już w starszym wieku. Zaczyna zostawać dłużej, a w końcu, pod pretekstem wyrzucenia z domu przez chłopaka, zamieszkuje u Jacques'a. Ten zdaje sobie sprawę, że nie kocha młodej gosposi i wciąż tęskni za żoną, lecz mimo to nawiązuje się romans. Chcąc uciec od żony Jacques wyjeżdża do swojego dawnego przyjaciela, Ralpha, a Laura jedzie razem z nim. Jacques poddaje się miłości, odkrywa także, że jego żona była tu po tym, jak go porzuciła. Gdy zdążył się już zaangażować w swój związek, Laura poznaje na plaży mężczyznę w swoim wieku, w którym się zakochuje. Romans starszego mężczyzny z młodą gosposią zostaje zerwany.

## Nominacje
- Nominacja do nagrody Cesar dla Émilie Dequenne jako najbardziej obiecującej aktorki (2003).